# VDownloader
VDownloader é um software de autoria do espanhol Enrique Puertas, professor da Universidad Europea de Madrid (Espanha). O VDownloader é programado para fazer downloads de vídeos originados de sites como YouTube, Google Video, Dailymotion, Stage6, Break e Guba.
Nele é possível fazer a busca de vídeos sem precisar entrar no site de origem, e escolher o local de destino do download. Também é possível escolher um formato mais apropriado à execução de vídeos ao invés do FLV, utilizado em sites como o YouTube. Dentre esses formatos, estão o AVI E MPEG.
Enrique Puertas parou de trabalhar no programa e depois vendeu o software a Vitzo Software, que melhorou o software e criou uma versão Plus e uma Free (grátis). A alternativa mais próxima do VDownloader era o TubeMaster.

## Recursos
- Atuais:
  - Possibilidade de salvar vídeos nos formatos AVI, MPG, (iPod ou iPhone), PSP, 3GP, N8×0 NOKIA, VCD, SVCD, DVD, FLV e MP3 (apenas áudio) e exportá-los para qualquer aparelho portátil;
  - Economiza espaço em disco, ajustando a resolução ou a taxa de quadros da saída de vídeo durante a conversão do arquivo;
  - Buscador de vídeos através de vários sites ao mesmo tempo com apenas um clique. Este mecânismo de busca integrado irá reunir e classificar os resultados para o usuário.
  - O programa usa o próprio navegador integrado para encontrar os vídeos favoritos mais rápido possível. Não há necessidade de utilizar guias do navegador instalado no sistema enquanto o usuário está usando o VDownloader.